# 창교역
창교역(Changgyo station, 倉交驛)은 강원도 원주시 신림면 신림3리에 위치한 중앙선의 신호장이었다.

## 역명 유래
역이 위치한 지명인 '금창리'의 '창'자와 교행의 교(交)를 합쳐 역명을 지었다.

## 역사
- 1977년 3월 1일 : 신호장으로 영업 개시[1]
- 1995년 8월 10일 : 유인신호장으로 승격[2]
- 2005년 4월 1일 : 무인신호장으로 변경
- 2021년 1월 5일 : 폐역